# Persone di cognome O'Neill
| Questa pagina contiene informazioni ricavate automaticamente dalle voci biografiche con l'ausilio del template Bio e di un bot. L'aggiornamento è periodico e automatico e ricostruisce completamente la pagina. Se manca una persona in questa lista, sei pregato di non aggiungerla, ma accertati piuttosto che la sua voce biografica contenga il template Bio e che i dati anagrafici siano correttamente compilati. Se il template Bio manca, inseriscilo tu stesso o, in alternativa, metti l'avviso {{tmp\|Bio}} che ne segnala la mancanza. Se i dati riportati sono sbagliati, correggi direttamente la voce biografica; le modifiche saranno visibili in questa lista entro pochi giorni. Per chiarimenti vedi il progetto biografie. La lista contiene solo le 47 persone che sono citate nell'enciclopedia e per le quali è stato implementato correttamente il template Bio. Pagina aggiornata al 22 ott 2022. |

Questa è una lista di persone presenti nell'enciclopedia che hanno il cognome O'Neill, suddivise per attività principale.

## Allenatori di calcio(5)
- Frank O'Neill, allenatore di calcio e ex calciatore irlandese (Dublino, n.1940)
- George O'Neill, allenatore di calcio e ex calciatore scozzese (Port Glasgow, n.1942)
- Les O'Neill, allenatore di calcio e ex calciatore inglese (Blyth, n.1943)
- Martin O'Neill, allenatore di calcio e ex calciatore nordirlandese (Kilrea, n.1952)
- Michael O'Neill, allenatore di calcio e ex calciatore nordirlandese (Portadown, n.1969)

## Allenatori di pallacanestro(1)
- Kevin O'Neill, allenatore di pallacanestro e dirigente sportivo statunitense (Chateaugay, n.1957)

## Attori(11)
- Amy O'Neill, attrice statunitense (Pacific Palisades, n.1971)
- Ed O'Neill, attore statunitense (Youngstown, n.1946)
- Henry O'Neill, attore statunitense (Orange, n.1891 - Hollywood, † 1961)
- James O'Neill, attore irlandese (Kilkenny, n.1847 - New London, † 1920)
- James O'Neill, attore statunitense (Filadelfia, n.1863 - Los Angeles, † 1938)
- Jennifer O'Neill, attrice e modella brasiliana (Rio de Janeiro, n.1948)
- Maire O'Neill, attrice irlandese (Dublino, n.1886 - Basingstoke, † 1952)
- Michael O'Neill, attore statunitense (Montgomery, n.1951)
- Oona O'Neill, attrice statunitense (Warwick Parish, n.1925 - Corsier-sur-Vevey, † 1991)
- Con O'Neill, attore e cantante britannico (Weston-super-Mare, n.1966)
- Terry O'Neill, attore e artista marziale statunitense (Liverpool, n.1948)

## Calciatori(7)
- Aiden O'Neill, calciatore australiano (Brisbane, n.1998)
- Brandon O'Neill, calciatore australiano (Perth, n.1994)
- John O'Neill, ex calciatore nordirlandese (Derry, n.1958)
- Keith O'Neill, ex calciatore irlandese (Dublino, n.1976)
- Shane O'Neill, calciatore irlandese (Midleton, n.1993)
- Sonia O'Neill, calciatrice canadese (Toronto, n.1994)
- Willie O'Neill, calciatore scozzese (Glasgow, n.1940 - † 2011)

## Cantautori(1)
- Sharon O'Neill, cantautrice neozelandese (Nelson, n.1952)

## Cestisti(3)
- Mike O'Neill, cestista statunitense (Berkeley, n.1928 - † 1993)
- Jennifer O'Neill, cestista statunitense (Bronx, n.1990)
- Kristen O'Neill, ex cestista e allenatrice di pallacanestro statunitense (Lynnwood, n.1983)

## Ciclisti su strada(1)
- Nathan O'Neill, ciclista su strada e pistard australiano (Sydney, n.1974)

## Condottieri(1)
- Hugh O'Neill, condottiero irlandese († 1616)

## Danzatori(1)
- Hannah O'Neill, ballerina neozelandese (Tokyo, n.1993)

## Economisti(1)
- Jim O'Neill, economista britannico (Manchester, n.1957)

## Fisici(1)
- Gerard K. O'Neill, fisico statunitense (Brooklyn, n.1927 - Redwood City, † 1992)

## Fumettisti(2)
- Kevin O'Neill, fumettista britannico (n.1953)
- Rose O'Neill, fumettista, scrittrice e illustratrice statunitense (Wilkes-Barre, n.1874 - Springfield, † 1944)

## Giocatori di baseball(1)
- Tyler O'Neill, giocatore di baseball canadese (Burnaby, n.1995)

## Giocatori di football americano(1)
- Brian O'Neill, giocatore di football americano statunitense (Wilmington, n.1995)

## Giocatori di snooker(1)
- Jamie O'Neill, giocatore di snooker inglese (Wellingborough, n.1986)

## Militari(2)
- Owen Roe O'Neill, militare irlandese (contea di Armagh - Cavan, † 1649)
- Robert O'Neill, militare statunitense (Butte, n.1976)

## Nuotatori(1)
- Susie O'Neill, ex nuotatrice australiana (Brisbane, n.1974)

## Politici(3)
- Michelle O'Neill, politica britannica (Fermoy, n.1977)
- Peter O'Neill, politico papuano (Ialibu, n.1965)
- Terence O'Neill, politico britannico (Londra, n.1914 - Lymington, † 1990)

## Produttori discografici(1)
- Paul O'Neill, produttore discografico, arrangiatore e compositore statunitense (New York, n.1956 - New York, † 2017)

## Schermidori(1)
- Mary O'Neill, ex schermitrice statunitense (Concord, n.1965)

## Scrittori(1)
- Joseph O'Neill, scrittore irlandese (Cork, n.1964)